# سن-مارتن-لو-شاتل
سن-مارتن-لو-شاتل (به فرانسوی: Saint-Martin-le-Châtel) یک کمون در فرانسه است که در Canton of Montrevel-en-Bresse واقع شده‌است.

## خصوصیات
سن-مارتن-لو-شاتل ۱۲٫۷۷ کیلومترمربع مساحت و ۷۷۴ نفر جمعیت دارد.